# Bug Euroregio
De Bug Euregio is een trans-nationale samenwerkingsstructuur (Euregio) die bestaat uit landen en hun bestuurlijke onderverdelingen die gelegen zijn in het grensgebied van Oekraïne, Polen en Wit-Rusland.
Het gebied van is ongeveer 80.000 vierkante kilometer groot en er leven meer dan vijf miljoen mensen. Er zijn drie administratieve centra in de regio gevestigd in de drie grootste steden: in Lublin (Polen), Brest (Wit-Rusland) en Loetsk (Oekraïne).

## Geschiedenis
De Euregio werd opgericht op 29 september 1995 door de presidenten van de voormalige Poolse woiwodschappen (waarvan Lublin later opnieuw gevormd werd met de administratie hervorming van 1999) Lublin (Edward Hunk), Chełm (Marian Cichosz), Tarnobrzeg (Pawel Stawowy), Zamość (Stanislaw Rapa) en het Oekraïense oblast Wolynië die in Loetsk bij elkaar kwamen.
In mei 1998 werd Wit-Rusland lid van de Euregio en werden er nieuwe gebieden toegevoegd aan deze Euregio. Dit betrof het Poolse Biała Podlaska en het Wit-Russische oblast Brest. Onder de ondertekenaars waren presidenten K. Michalski (Lublin woiwodschap), L. Burakowski (Chełm woiwodschap), M. Czarnecki (Biała Podlaska woiwodschap), M. Grzelaczyk (Zamość woiwodschap), W. Stasiak (Tarnobrzeg woiwodschap), V.A. Zalomai (Brest oblast), B. Klymchuk (Volyn Oblast) en de hoofden van gemeenten L.A. Lemyeshevski (Brest oblast) en V. Dmytruk (Volyn Oblast). 
Na de Poolse hervorming van 1999 is de representatie van de leden vereenvoudigd tot drie: oblast Brest, oblast Wolynië en woiwodschap Lublin.
Op 12 mei 2000 gingen twee Oekraïense rayons van het oblast Lviv, te weten Sokal Rayon en Zhovkva Rayon, deel uitmaken van de Euregio.